# شلل بصلي
الشلل البصلي (بالإنجليزية: Bulbar palsy)‏ هو مجموعة من العلامات والأعراض المختلفة المرتبطة بإعاقة وظيفة الأعصاب القحفية 9, 10, 11, 12 مما يؤدي إلى شلل ناجم من تنكس الخلايا النووية لأعصاب المخ السفلية، وهو مترافق مع ضمور عضلي متقدم.
يجدث بسبب حدث ذلك نتيجة لآفات العصبون المحرك السفلي أو إما على المستوى النووي أو الحزمي ضمن البصلة أو نتيجة لآفات ثنائية الجانب تصيب الأعصاب القفحفية السفلية خارج جذع الدماغ. وتتميز الأعراض بإيصابة اللسان بالهزال ويحدث فيه رجفان حزمي ويتحرك الحنك بشكل بظيء جداً.

## علامات
1. صعوبة الكلام
2. ضمور اللسان
3. سيلان اللعاب
4. رعشة في الفك

## الأسباب
هناك اسباب ورائية وووعائية وتنكسية مكتسبة والتهابية وورمية (أورام)ومنها :
- داء كينيدي Kennedy’s Disease (اعتلال عصبي شوكي بصلي مرتبط بالجنس)(Spinal and bulbar muscular atrophy).
- الاحتشاء البصلي.
- إصابة العصبون المحرك. تكهف البصلة.
- وهن عضلي، متلازمة غيلان باريه، التهاب سنجابية النخاع، داءلايم، التهاب الأوعية.

## روابط خارجية
- Comparison of bulbar palsy with pseudobulbar palsy